# Dalton Transactions
Dalton Transactions (nach ISO 4 abgekürzt Dalton Trans.) ist eine wöchentlich erscheinende Fachzeitschrift der Royal Society of Chemistry. Die Erstausgabe erschien 2003. Die veröffentlichten Artikel decken die Gebiete Metallorganische Chemie, Katalyse, Bioanorganische Chemie, Festkörperchemie und Koordinationschemie ab.
Der Impact Factor liegt bei 4,174 (2019). In der Statistik des Science Citation Index wird die Zeitschrift in der Kategorie Anorganische- & Kernchemie an fünfter Stelle von 45 Journals geführt.
Verantwortlicher Herausgeber ist Jamie Humphrey von der Royal Society of Chemistry in Cambridge.
Von allen Artikeln stehen Abstracts im Web kostenfrei zur Verfügung, Volltext-PDF-Dateien sind dagegen kostenpflichtig. Die Inhalte von Dalton Transactions gehen auch in die eher medizinisch ausgerichtete Datenbank MEDLINE ein.

## Publikationshistorie
Vorgängerzeitschrift war das Journal of the Chemical Society, das 1965 in vier eigenständige Titel aufgespalten wurde. Der Titel des Nachfolgejournals, aus dem schließlich Dalton Transactions hervorging, wurde zwischenzeitlich mehrfach geändert:
- Journal of the Chemical Society A: Inorganic, Physical, Theoretical (1966–1971)
- Journal of the Chemical Society, Dalton Transactions (1972–2002)
- Dalton Transactions (seit 2003)